# Öronhund
Öronhunden eller öronräven (Otocyon megalotis) är ett rovdjur som tillhör familjen hunddjur (Canidae). Den lever i savannen i två från varandra skilda regioner i östra och södra Afrika. Arten skiljer sig från andra hunddjur genom sin tanduppsättning och sin föda som främst består av termiter. Öronhunden bildar mindre grupper av två till fem vuxna individer och deras ungar. Beståndet betraktas inte som hotat.

## Taxonomi och utbredning
Arten beskrevs 1822 av Anselme Gaëtan Desmarest som Canis megalotis och flyttades 1836 av Salomon Müller till det egna släktet Otocyon. Vissa zoologer som Ellermann et. al. (1953) listar öronhunden i en egen underfamilj, Otocyoninae, men denna indelning stöds inte av alla forskare. Beståndet är uppdelat i två från varandra skilda populationer som utgör var sin underart.
- Otocyon megalotis megalotis
- Otocyon megalotis virgatus

Nominatformen O. m. megalotis lever i södra Afrika. Utbredningsområdet sträcker sig över Sydafrika, Namibia, Botswana, Zimbabwe, Lesotho och Swaziland samt över sydliga gränsområden av Angola, Zambia och Moçambique. Underarten O. m. virgatus förekommer i nordöstra Afrika över Etiopien, Eritrea, Somalia, sydöstra Sudan, Kenya, Uganda, Tanzania samt norra delar av Zambia och Malawi.
Utbredningsområdena täcker sig med förekomsten av öronhundens föda som utgörs av vissa termitsläkten. Även jordvargen som likaså lever av termiter har ett på samma sätt uppdelat levnadsområde.
Arten förekommer främst i savannen och föredrar habitat med gräs som är upp till 25 cm högt. Gräset hölls på denna nivå genom periodiska bränder eller stora hjodar av hovdjur. Om gräset blir för högt flyttar öronhunden till andra områden.

## Utseende och anatomi

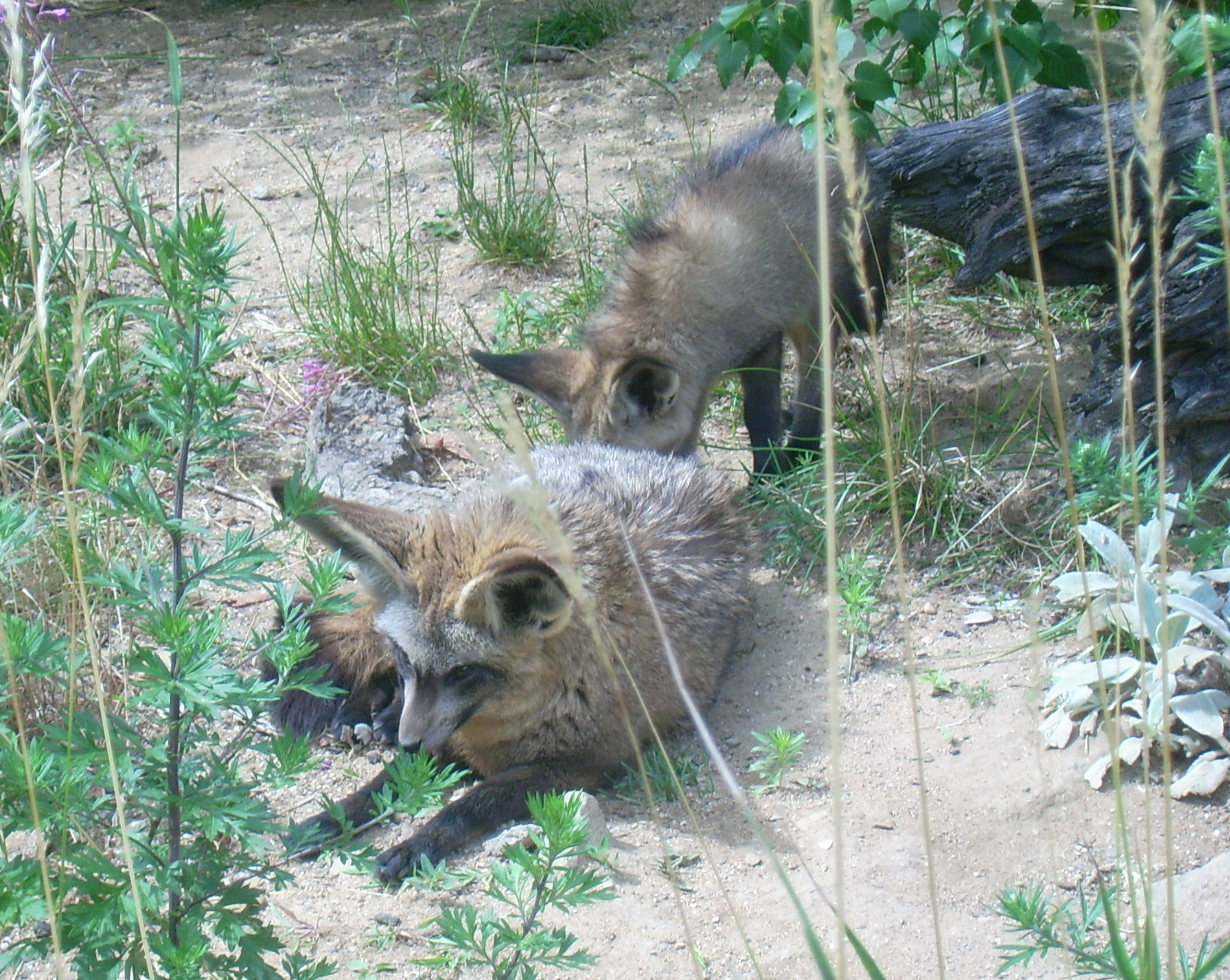
Två öronhundar.

Denna art utmärker sig genom sina väldiga öron som är 12,5 till 13,5 cm långa. Om man bortser från de långa extremiteterna påminner öronhunden om en typisk räv. Djuret är med en kroppslängd av 46 till 61 cm (huvud + bål) och en mankhöjd av 30 till 40 cm något mindre än rödräven. Sedan tillkommer en 23 till 34 cm lång svans.
Vikten varierar mellan 3,0 och 5,3 kg och honor är allmänt något tyngre än hannar.
Håren av underpälsen är grå med vita spetsar och ungefär 3 cm långa. Täckhåren är däremot svarta med vita spetsar och cirka 5,5 cm långa. Från längre avstånd ger djuret därför ett gulbrun till grå intryck. Äldre individer är vanligen ljusare än unga. I ansiktet förekommer svarta mönster som påminner om tvättbjörnens ansiktsmask. Öronens spets, extremiteterna och svansspetsen är svarta. Hos några individer finns en längsgående svart strimma på ryggen.
Öronhunden utmärker sig dessutom genom ett större antal molara tänder än hos andra nu levande högre däggdjur med heterodont tanduppsättning (olikformade tänder). Det finns 4 till 5 molara tänder i överkäken och 3 till 4 i underkäken på varje sida. Dessa tänder är delvis ombildade och försvagade som en anpassning till födan. Tandformeln är I 3/3 C 1/1 P 4/4 M 3-4/4-5, alltså 46 till 50 tänder. Ungarnas mjölktänder har däremot en utformning som är typisk för alla hunddjur.
Framtassarna har fem tår med cirka 20 mm långa klor och tummen sätts sällan på marken. Bakfötterna har fyra tår med 7 till 10 mm långa klor.
Förväxlingar kan uppstå med kamaräven (Vulpes chama) men den har mindre öron och en mera yvig svans.

## Ekologi

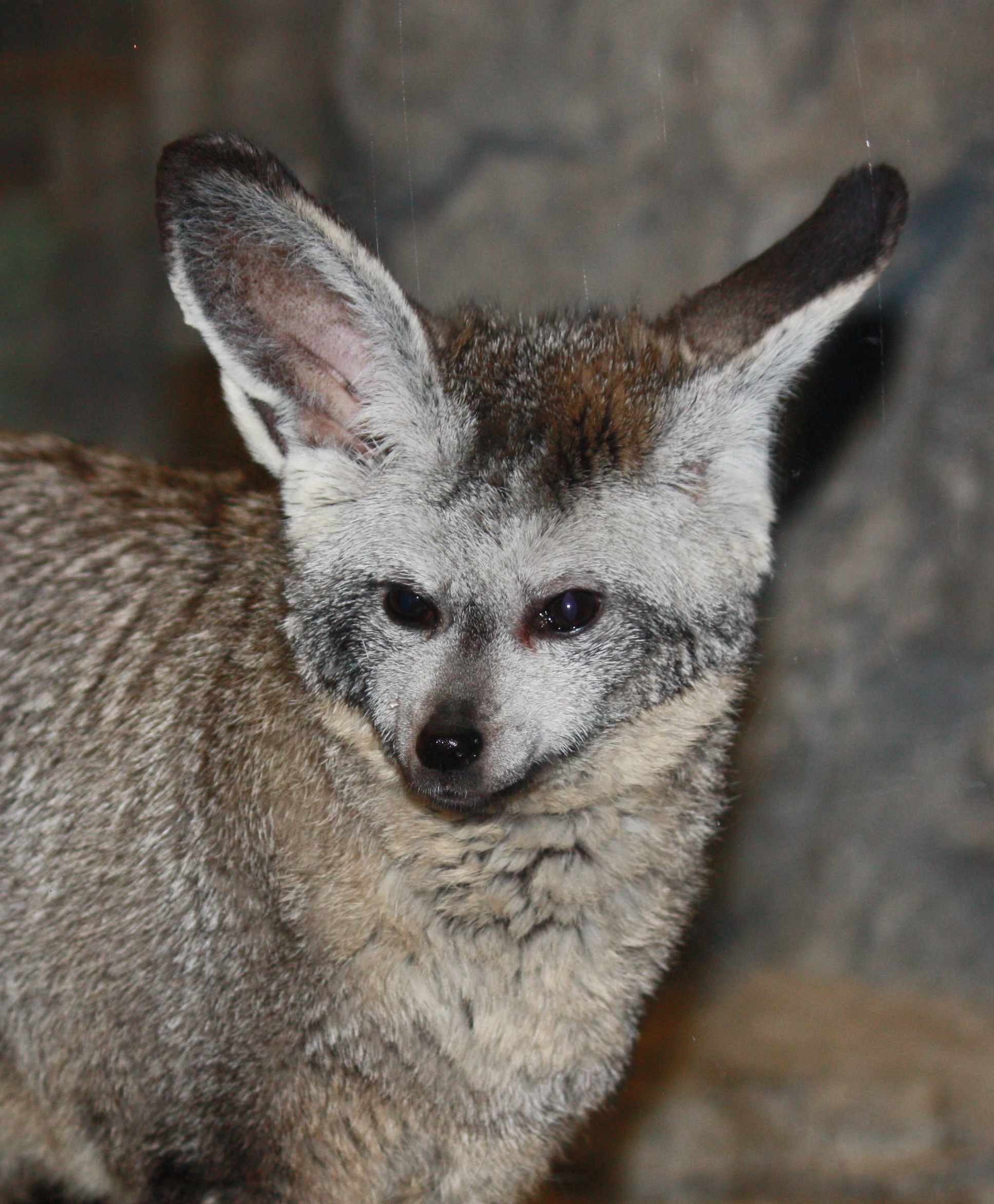
Närbild på ansiktet.

### Aktivitet och socialt beteende
Öronhunden kan vara aktiv på dagen och på natten – ofta beroende på årstiden. I Sydafrika är den till exempel dagaktiv under vintern och nattaktiv under sommaren. I östra Afrika är den däremot till 85 procent nattaktiv. Troligen hänger detta beteende ihop med termiternas aktivitetstider.
Beroende på underart bildar individerna antingen monogama par (O. m. megalotis) eller mindre grupper av en hanne och upp till tre besläktade honor (O. m. virgatus) samt deras ungar. Reviren är 0,3 till 3,5 km² stora och överlappar ofta varandra men i vissa regioner som Serengeti bevakas gränsen och markeras med urin samt avföring.
Flocken har i sitt revir en eller flera lyor med flera ingångar som antingen grävs själv eller övertas från andra däggdjur. I senare fallet byggdes jordhålan oftast av springharar eller jordsvin.

### Föda
Arten livnär sig huvudsakligen på insekter och där främst på termiter. När termiternas antal minskar på grund av väderförhållanden äter öronhunden andra insekter som skalbaggar eller andra leddjur som spindlar, hopprätvingar, fjärilar och skorpioner. I viss mån ingår även mindre däggdjur, fåglar och deras ägg samt kräldjur och frukter i födan.
Vid termitstacken gräver öronhunden snabb ett hål för att komma åt sina byten. Ibland görs korta pauser för att höra termiternas rörelser. Vanligen syns alla flockmedlemmar vid termitstacken men andra byten insamlas eller jagas vanligen ensam.

### Fortplantning
Parningen sker vanligen mellan juli och september men här finns många undantag i avhängighet från levnadsområdet. Efter dräktigheten som varar i 60 till 70 dagar (ibland 75 dagar) föder honan upp till sex 100 till 140 g tunga ungar. Ungarna visar sig cirka 10 dagar efter födelsen vid lyans utgång och sällan flyttas de mellan olika lyor. Med undantag av digivningen har hannen ett större ansvar för ungarna än honan. Efter 10 till 15 veckor slutar honan med digivning och efter 8 till 9 månader är ungarna könsmogna. Unga hannar lämnar flocken när de är ungefär ett halvt år gamla, vissa honor får stanna lite länge och hjälper ibland vid uppfostringen av nästa kull.
Den äldsta kända individen i fångenskap blev 13 år och 9 månader gammal. I naturen blir de vanligen inte äldre än 9 år.

### Konkurrenter, naturliga fiender och sjukdomar
Öronhunden konkurrerar med andra insektsätande djur som manguster, schabrakschakalen, jordvargen och kamaräven om samma föda. Vuxna individer jagas av stora predatorer som leopard, gepard, fläckig hyena, afrikansk vildhund, stridsörn samt pytonormar och ungar dödas ofta av schabrakschakalen.
Arten drabbas av vanliga hundsjukdomar som rabies och valpsjuka. I Serengeti orsakar dessa besvär cirka 90 procent av dödsfallen.

## Öronhunden och människan

### Etymologi
De svenska trivialnamnen syftar på artens stora öron och på kroppsformen som liknar rävar eller andra hunddjur. I flera språk görs en jänförelse med fladdermössens stora öron och så heter arten bat-eared fox (på engelska), renard à oreilles de chauve-souris (på franska) eller zorro orejudo (på spanska). Troligen var en art av släktet hålnäsor (Nycteris thebaica) förebild vid denna namngivning.
Släktnamnet Otocyon är sammansatt av de grekiska orden otus (öra) och cyon (hund). Artepitet megalotis består av de grekiska orden mega (stor) och otus (öra).

### Hot och skyddsåtgärder
Öronhunden jagas ibland för pälsens skull, särskild i Botswana, och dödas ibland när den felaktig beskyllas för jakten på små husdjur. I södra delar av utbredningsområdet blir den ofta ett trafikoffer. Arten förekommer i flera afrikanska naturskyddsområden. IUCN listar öronhunden därför som livskraftig (LC).